# Fernando Carro (dirigente)
Fernando Carro de Prada (Barcellona, 27 luglio 1964) è un dirigente d'azienda e dirigente sportivo spagnolo, presidente del Bayer Leverkusen.

## Biografia
Fernando Carro è nato e cresciuto a Barcellona e ha frequentato la scuola tedesca di Barcellona a Esplugues de Llobregat, che ha lasciato nel 1982 con il titolo di ammissione all'università generale. Ha quindi completato un apprendistato come impiegato industriale e successivamente si laurea in ingegneria industriale presso il Karlsruher Institut für Technologie in Germania. Durante il suo periodo da studente, Carro ha lavorato come giornalista sportivo in Austria durante la pausa del semestre quando era nella casa a Vienna del calciatore nazionale austriaco Hans Krankl, che all'epoca militava nel Rapid Vienna. A Krankl era stato precedentemente insegnato lo spagnolo dalla madre di Carro durante la sua militanza al Barcellona alla fine degli anni '70.
Carro ha acquisito la sua prima esperienza professionale durante e dopo gli studi come presidente dell'associazione studentesca AIESEC. Successivamente, nel 1993 lavora alla Bertelsmann, nella sede centrale di Gütersloh, dove ha lavorato per un totale di 24 anni in varie funzioni, tra cui come consigliere d'amministrazione del gruppo. Nel 2015 è stato nominato presidente del consiglio di amministrazione dell'Arvato. Poco dopo ha cambiato ruolo a causa di una ristrutturazione interna diventando amministratore delegato e ha organizzato il reinserimento della AG nel gruppo Bertelsmann nel 2016.
Il 20 aprile 2018, Carro è stato inserito nel consiglio d'amministrazione del Bayer Leverkusen, entrando in carica il 15 maggio dello stesso anno come portavoce della gestione della squadra della Bundesliga. Carro divenne presidente dal 1º luglio 2018, coadiuvato dall'amministratore delegato, Rudi Völler.
Carro è sposato e ha tre figli con sua moglie. Oltre allo spagnolo, parla anche tedesco e inglese.